# Purpuricenus longevittatus
Purpuricenus longevittatus là một loài bọ cánh cứng trong họ Cerambycidae.